# OurBus
OurBus 是一個營運於美國與加拿大的城際巴士網絡。該公司作為乘客與包車營運商之間的中介，透過其品牌推廣多條巴士路線。 其城際與通勤巴士服務涵蓋紐約州、新澤西州、賓夕法尼亞州、特拉華州、馬里蘭州、維吉尼亞州、華盛頓哥倫比亞特區、麻薩諸塞州，以及加拿大安大略省的多個城市。
該公司於2016年在新澤西州開通了第一條路線。
OurBus 並不擁有或自行營運其巴士車隊，而是作為一個線上平台，透過招募可用的包車（如學校或教會常用車輛）來建立其巴士網絡。